# Rānīkhet
Rānīkhet är en ort i Indien.   Den ligger i distriktet Almora och delstaten Uttarakhand, i den norra delen av landet, 240 km nordost om huvudstaden New Delhi. Rānīkhet ligger 1 804 meter över havet och antalet invånare är 19 873.
Terrängen runt Rānīkhet är huvudsakligen kuperad, men åt sydost är den bergig. Rānīkhet ligger uppe på en höjd. Runt Rānīkhet är det ganska tätbefolkat, med 230 invånare per kvadratkilometer. Rānīkhet är det största samhället i trakten. Trakten runt Rānīkhet består till största delen av jordbruksmark.